# Atlanta-Fulton County Stadium
El Atlanta-Fulton County Stadium (Estadio del Condado de Fulton-Atlanta), también llamado "Fulton County Stadium" (Estadio del Condado de Fulton), fue un estadio multiusos (béisbol, fútbol americano, fútbol, conciertos de rock, encuentros religiosos y camiones monstruo) que fue construido en Atlanta, Georgia.
Completado en 50 semanas, tiempo récord en esas época, tuvo un costo de $ 18 millones USD y fue abierto en la primavera de 1965 con el nombre de Atlanta Stadium. Fue hecho con la finalidad de albergar a los Braves, los cuales se iban a mudar desde Milwaukee, pero disputas legales los mantuvieron un año extra en esa ciudad. El nuevo estadio tuvo que conformarse durante el primer año con ser la sede un equipo de Ligas Menores los Atlanta Crackers de la International League. En 1966, dos equipos llegaron a este estadio, de la NL los Braves y de la NFL el equipo de expansión los Atlanta Falcons.
En 1967, los Atlanta Chiefs de la National Professional Soccer League (refundada como la North American Soccer League en 1968) jugó su primera de cinco temporadas que jugaría ahí.
En un movimiento que quiso reconocer las contribuciones en materia de impuestos de los ciudadanos del Condado de Fulton, el estadio cambió su nombre al de Atlanta-Fulton County Stadium en 1976, mismo año en el que Ted Turner compró a los Braves.
Los Falcons se mudaron al Georgia Dome en 1992, mientras que los Braves esperaron a que el Estado Olímpico de los Juegos Olímpicos de 1996 fuera transformado en el Turner Field, estadio al que se mudaron en la temporada de 1997. El torneo de béisbol de los Juegos Olímpicos de 1996 fue realizada en el Atlanta-Fulton County Stadium.

## Eventos notables e históricos en el Atlanta-Fulton County Stadium
- En 1965 albergó el único concierto de los Beatles en Atlanta, el 18 de agosto de 1965.
- En 1972, fue sede del Juego de Estrellas del Béisbol. Hank Aaron conectó un cuadrangular en el juego y la Liga Nacional se alzó con el triunfo en 10 episodios, 4–3.
- El 8 de abril de 1974, Hank Aaron se convirtió en el líder de cuadrangulares de todos los tiempos al conectarle al lanzador de  Los Angeles Dodgers Al Downing su cuadrangular 715.
- El 4 de junio de 1986 el futuro rey de cuadrangulares, Barry Bonds, conectó su primer vuelacercas cuando era miembro de los Pittsburgh Pirates.
- En 1990 el Atlanta-Fulton County Stadium fue testigo del gran encuentro todos estrellas de América vs todos estrellas de Asia.
- El estadio fue anfitrión de la Serie Mundial por primera vez en 1991 cuando los Braves jugaron contra los Minnesota Twins en lo que ESPN definió como la mejor Serie Mundial jugada.[3] Los Braves ganaron los tres juegos que jugaron en Atlanta, incluyendo dos juegos ganados en el último turno al bat, al final los Braves perdieron la serie en siete juegos.
- La Serie Mundial de 1992 enfrentó a los Braves con los Toronto Blue Jays con los  Blue Jays venciendo a los Braves cuatro juegos a dos, incluyendo dos victorias en los tres partidos jugados de los visitantes en Atlanta.
- El 28 de octubre de 1995, los Braves ganaron el título de la Serie Mundial de 1995 derrotando a los Cleveland Indians 1–0, en un partido en el que el abridor de Atlanta Tom Glavine solo permitió un imparable en 8 entradas de labor. El título fue el primero que ganaron los Braves en Atltanta, así teniendo un título en cada una de las ciudades que habían residido (también Boston y Milwaukee).
- El último evento del estadio fue el quinto juego de la Serie Mundial de 1996; Andy Pettite de los New York Yankees cerró el estadio con una blanqueada 1-0 contra John Smoltz de los Braves. Luis Polonia, fue el último out del estadio cuando Paul O'Neill de los Yankees hizo un gran jugada para robar un extrabase de Polonia que hubiera empatado el juego.

## Demolición
Terminando los Juegos Olímpicos el comisionado del Condado de Fulton, Marvin S. Arrington, Sr., tenía un plan para salvar el estadio y utilizarlo para fútbol profesional y compartir el estacionamiento con el Turner Field, pero no tuvo éxito.
El estadio fue implotado el 2 de agosto de 1997. Un estacionamiento del Turner Field ocupa su lugar ahora, con la forma del viejo estadio. El monumento que conmemora el aterrizaje en las gradas cuadrangular histórico de Aaron, esta en el mismo lugar que ocupaba cuando el estadio se mantenía en pie.
El estadio fue demolido la misma semana que el Omni Coliseum, otro estadio de Atlanta. Esa arena era la casa de los Atlanta Hawks de la NBA y de los Atlanta Flames de la NHL, fue remplazado por la Philips Arena construida en el mismo lugar.